# Yreka
Yreka é uma cidade localizada no estado americano da Califórnia, no condado de Siskiyou, do qual é sede. Foi incorporada em 21 de abril de 1857.

## Geografia
De acordo com o United States Census Bureau, a cidade tem uma área de 26 km², onde 25,8 km² estão cobertos por terra e 0,2 km² por água.

### Localidades na vizinhança
O diagrama seguinte representa as localidades num raio de 32 km ao redor de Yreka.

## Demografia
Segundo o censo nacional de 2010, a sua população é de 7 765 habitantes e sua densidade populacional é de 300,41 hab/km². É a cidade mais populosa do condado de Siskiyou. Possui 3 675 residências, que resulta em uma densidade de 142,18 residências/km².